# محمد داوودی (فیلم‌بردار)
 محمد داوودی  (زاده ۸ بهمن ۱۳۳۷ - تهران) مدیر فیلم‌برداری اهل ایران است.

## مدیر فیلم‌برداری
- شکارچی (۱۳۸۷)
- زمستان است (۱۳۸۴)
- اشک سرما (۱۳۸۲)
- بهشت جای دیگری است (۱۳۸۱)
- سفر به فردا (۱۳۸۰)
- باران (۱۳۷۹)
- تو آزادی (۱۳۷۹)
- جنگجوی پیروز (۱۳۷۷)
- تولد یک پروانه (۱۳۷۶)
- رنگ خدا (۱۳۷۶)
- تابستان ۵۸ (۱۳۶۸)

## فیلمبردار
- کتونی سفید (۱۳۸۶)
- دکل (۱۳۷۴)
- پرواز در نهایت (۱۳۶۹)
- خانه‌ای مثل شهر (۱۳۶۶)
- پل آزادی (۱۳۶۲)

## جشنواره‌ها
- برنده سیمرغ بلورین بهترین فیلمبرداری از بیست و چهارمین دوره جشنواره فیلم فجر برای فیلم زمستان است - ۱۳۸۴
- برنده سیمرغ بلورین بهترین فیلمبرداری از شانزدهمین دوره جشنواره فیلم فجر برای فیلم تولد یک پروانه - ۱۳۷۶